# Andrzej Hałaciński
Andrzej Tadeusz Hałaciński, ps. „Rogoziński” (ur. 10 listopada 1891 w Skawinie, zm. 10 kwietnia 1940 w Katyniu) – polski urzędnik, dyplomata, poeta, starosta, notariusz, autor słów pieśni My, Pierwsza Brygada, legionista, podpułkownik piechoty Wojska Polskiego, kawaler Orderu Virtuti Militari, ofiara zbrodni katyńskiej.

## Życiorys

### Młodość i działalność niepodległościowa
Syn Eustachego, introligatora, i Felicji z Rogozińskich urodzony 10 listopada 1891. Ukończył Gimnazjum św. Anny w Krakowie, a następnie w 1913 tamtejszą Akademię Handlową.
Od 1908 do 1910 był członkiem Związku Walki Czynnej, od 1911 do 1914 Polskiego Towarzystwa Gimnastycznego „Sokół”, a od 1912 Związku Strzeleckiego (II Polska Drużyna Strzelecka). Po studiach, od 1913 do 1914 odbył roczną służbę wojskową w szkole ochotników przy 16 pułku piechoty c.k. Landwehry armii austro-węgierskiej.
Po wybuchu I wojny światowej został powołany do armii austro-węgierskiej, do której jednak nie zgłosił się i na początku sierpnia 1914 wstąpił w szeregi Legionów Polskich. Został przydzielony do 12 kompanii strzeleckiej w oddziale Józefa Piłsudskiego na stanowisku dowódcy plutonu. 9 października 1914 w Jakubowicach Józef Piłsudski nadał mu stopień podporucznika, lecz stopień ten nie został uznany przez cesarską i królewską Komendę Legionów Polskich. 28 kwietnia 1916 został awansowany na chorążego, a 1 listopada 1916 – podporucznika.
Następnie walczył w szeregach 5 pułku piechoty. W grudniu 1914 brał udział w bitwie pod Łowczówkiem. 20 marca 1915 został dowódcą kompanii w batalionie uzupełniającym nr 1, a od 20 maja do 27 czerwca 1916 tymczasowo był adiutantem batalionu. Walczył także w szeregach 7 pułku piechoty. Z wojskami Legionów kierował się na wschód. W lipcu uczestniczył w bitwie pod Kostiuchnówką, za udział w której, szczególnie za zasługi oddane w obronie polskich pozycji, otrzymał Order Virtuti Militari. Po wycofaniu Legionów z frontu, Hałaciński w 1916 ukończył oficerski kurs piechoty w Baranowiczach. Po kryzysie przysięgowym z lipca 1917 i rozwiązaniu Legionów, 1 września został wcielony do armii austro-węgieskiej i trafił do Tyrolu, gdzie został przydzielony do 1 pułku strzelców tyrolskich. W tym właśnie czasie ułożył pierwotny tekst pieśni pt. My, Pierwsza Brygada. Z frontu włoskiego 1 marca 1918 zbiegł i wyjechał do Warszawy. W wyniku donosu, za dezercję został osadzony w więzieniu na placu Saskim (podczas odosobnienia kontynuował tworzenie słów do pieśni Legionów). Po odzyskaniu wolności zaangażował się w działalność Polskiej Organizacji Wojskowej, w ramach której działał w okręgach kieleckim i radomskim do końca października. U schyłku wojny przejął dowództwo okręgu wojskowego i komendę miasta w Sandomierzu, kierował akcją rozbrajania Austriaków i organizował pierwsze formowania wojsk polskich w rejonie Sandomierza i Opatowa. Podczas działalności wojennej używał pseudonimu „Rogoziński”.

### Służba w Wojsku Polskim 1918–1921
Na początku istnienia niepodległej II Rzeczypospolitej w listopadzie 1918 Edward Śmigły-Rydz awansował go do stopnia porucznika. Od 10 stycznia do 20 marca 1919 Andrzej Hałaciński dowodził batalionem zapasowym 24 pułku piechoty. Następnie był w dyspozycji Komendy Głównej Milicji Ludowej, w ramach której został dowódcą radomskiego okręgu, a następnie dowódcą batalionu etapowego, sformowanego z członków tej jednostki. 1 czerwca 1919 batalion został wcielony do Wojska Polskiego i przemianowany na IV Krakowski batalion etapowy, zaś Andrzej Hałaciński w funkcji jego dowódcy został skierowany do Grodna. Pełniąc to stanowisko 1 lutego 1920 został awansowany do stopnia kapitana. 15 marca 1920 otrzymał stanowisko oficera informacyjnego i kierownika Oddziału II Sztabu Dowództwa Okręgu Generalnego „Warszawa” w Warszawie.
Następnie uczestniczył w wojnie polsko-bolszewickiej. 15 lipca 1920 został zatwierdzony z dniem 1 kwietnia 1920 w stopniu majora piechoty, w grupie oficerów byłych Legionów Polskich. 20 lipca skierowany na tyły 1 Armii, gdzie 3 października prowadził działania organizacyjne tworząc kordon bezpieczeństwa, punkt koncentracyjny i grupę bojową, którą następnie dowodził. Po wojnie zweryfikowany do stopnia majora rezerwy piechoty ze starszeństwem z dniem 1 czerwca 1919. Skierowany do służby w Oddziale II Naczelnego Dowództwa Wojska Polskiego. Następnie, od 1 lutego 1921, był kierownikiem konsulatu RP w Berlinie. 31 października został zdemobilizowany.

### Poza wojskiem i służba w Straży Granicznej 1921–1925
Od listopada 1921 do 31 stycznia 1923 był członkiem zarządu Domu Handlowo-Eksportowego „Leopolia” w Warszawie. Pracował także w Polskiej Agencji Telegraficznej. 23 lutego 1923, jako oficer rezerwy, został powołany do czynnej służby wojskowej „z równoczesnym oddaniem do dyspozycji Głównej Komendy Straży Granicznej” i wyznaczony na stanowisko komendanta wojewódzkiego Straży Granicznej w Tarnopolu. W maju 1923 został przeniesiony na stanowisko komendanta wojewódzkiego Straży Granicznej w Wilnie. W sierpniu 1923, w związku z likwidacją Straży Granicznej, został zwolniony z czynnej służby wojskowej. Po zakończeniu służby zatrudnił się Polskim Banku Kredytowym w Warszawie, w charakterze urzędnika działu rewizyjnego. W grudniu 1923 rozpoczął samodzielną działalność handlową.

### Służba w Wojsku Polskim 1923–1930
W 1923, 1924 pozostawał oficerem rezerwowym macierzystej jednostki, 5 pułku piechoty Legionów, stacjonującej w okresie pokoju w Wilnie. 23 marca 1925 po raz kolejny został powołany do służby wojskowej czynnej i przydzielony do swojej formacji z okresu wojny, 5 pp Leg. Tam krótkotrwale działał organizacyjnie (m.in. przy poborze), po czym od sierpnia do października przeszedł kurs doszkalający dla oficerów piechoty i został mianowany oficerem Przysposobienia Wojskowego 5 pp Leg. W grudniu został wykładowcą w batalionie szkolnym piechoty Okręgu Korpusu Nr III.
Został zweryfikowany w stopniu majora w korpusie oficerów zawodowych piechoty ze starszeństwem z dniem 1 lipca 1919. 6 lipca 1926 został wyznaczony na stanowisko oficera Przysposobienia Wojskowego w 5 pp Leg. 25 czerwca 1927 został oficerem sztabowym w 23 Dywizji Piechoty w Katowicach. W 1928 został oficerem zawodowym i był w kadrze oficerów piechoty, pozostając przydzielonym do 23 Dywizji Piechoty i formalnie do macierzystego 5 pułku piechoty Legionów. 23 stycznia 1929 został awansowany do stopnia podpułkownika ze starszeństwem z dniem 1 stycznia 1929. 11 lutego 1929 został przydzielony do dyspozycji szefa Samodzielnego Wydziału Wojskowego Ministerstwa Spraw Wewnętrznych na okres trzech miesięcy, a 18 czerwca 1929 został starostą powiatu brzeskiego z siedzibą w Brzesku (woj. małopolskie). Z dniem 31 maja 1930 został przeniesiony z dyspozycji szefa Departamentu Piechoty Ministerstwa Spraw Wojskowych w stan spoczynku.

### Działalność publiczna, społeczna i literacka 1930–1939
Starostą brzeskim był do 24 stycznia 1931, po czym pracował jako członek Rady Browaru Okocim i jego przedstawiciel w Częstochowie. W styczniu 1934 został notariuszem w Łucku, gdzie również działał społecznie i w organizacjach kombatanckich (jako prezes powiatowych zarządów Związku Strzeleckiego, Związku Oficerów Rezerwy, członek władz centralnych Związku Legionistów Polskich, członek Rady Notarialnej w Lublinie). W ramach osadnictwa wojskowego w 1935 przyznano mu działkę w powiecie łuckim. W 1939 minister sprawiedliwości przeniósł Andrzeja Hałacińskiego w funkcji notariusza z Łucka do Stanisławowa.
Ponadto uprawiał działalność literacką, pisząc wiersze okolicznościowe o wydźwięku patriotycznym, nowele i wspomnienia wojenne. Publikował w czasopismach „Reduta” (1924–1926), „Na straży” (1926–1929) i „Kurier Wileński” i otrzymywał wyróżnienia w tej dziedzinie. W 1925, gdy oficjalnie przyznał się do autorstwa słów pieśni My, Pierwsza Brygada, podjęto postępowanie wyjaśniające. W jego wyniku, po złożeniu dokumentacji w Wojskowym Instytucie Historycznym, w 1939 sąd polubowny orzekł, że Andrzej Hałaciński jest współautorem słów pieśni (przypisano mu trzy pierwsze zwrotki utworu, zaś autorem pozostałych sześciu inny legionista Tadeusz Biernacki).

### Mobilizacja, wojna i niewola sowiecka 1939–1940
Wobec zagrożenia konfliktem zbrojnym 31 sierpnia 1939 został zmobilizowany, a po agresji III Rzeszy na Polskę mianowany komendantem wojskowym Kowla. Po agresji ZSRR na Polskę wzięty do niewoli sowieckiej i przewieziony do obozu w Kozielsku. W zachowanych i odnalezionych pamiętnikach inni jeńcy wspomnieli obecność i działalność Andrzeja Hałacińskiego w obozie; podporucznicy Dobiesław Jakubowicz i Zbigniew Przystasz wskazali, że pułkownik organizował wieczory poetyckie i deklamował współosadzonym oficerom wiersze (28 listopada 1939, 6 stycznia 1940), ponadto Z. Przystasz zanotował wymierzoną Hałacińskiemu karę 10 dni, którą władze obozu wydały za działalność patriotyczną na rzecz byłej Polski, po tym jak podpułkownik zorganizował wśród jeńców grupę dyskusyjną, co było zabronione (we wspomnieniach poruszył tę sprawę także płk dr Tadeusz Felsztyn, według którego Hałaciński działał w obozie jako niezmordowany deklamator, wskazując jednocześnie wymierzoną jemu karę 20 dni karceru i wymienił obok niego innego twórcą obozowego życia kulturalnego, por. mar. Juliana Ginsberta. Z obozu Andrzej Hałaciński nadesłał do żony list datowany na 31 grudnia 1939. 9 kwietnia 1940 został przetransportowany do Katynia i 10 kwietnia rozstrzelany przez funkcjonariuszy Obwodowego Zarządu NKWD w Smoleńsku oraz pracowników NKWD przybyłych z Moskwy na mocy decyzji Biura Politycznego KC WKP(b) z 5 marca 1940. Jest pochowany na terenie obecnego Polskiego Cmentarza Wojennego w Katyniu, gdzie w 1943 jego ciało zidentyfikowano podczas ekshumacji prowadzonych przez Niemców pod numerem AM 100, str. 329 (przy zwłokach zostały odnalezione legitymacja Krzyża Srebrnego Orderu Virtuti Militari z fotografią oraz jego wiersze napisane w obozie). Na terenach polskich, okupowanych od 1939 przez Niemców, wydanie czasopisma „Goniec Krakowski” z 16 kwietnia 1943 poinformowało wówczas o ekshumacji ciał polskich żołnierzy w Katyniu i zidentyfikowaniu m.in. zwłok gen. Smorawińskiego. Informacja o odnalezieniu i zidentyfikowaniu pułkownika Hałacińskiego znalazła się także w publikacji prasowej z 17 kwietnia 1943, którą zamieścił „Ilustrowany Kurier Polski” (jeden z dzienników prasy gadzinowej w okupowanej Polsce) ujawniając odkrycie masowych grobów w Katyniu w artykule pt. Oficerowie polscy ofiarami okrucieństw bolszewickich wraz z informacją o zidentyfikowanych osobach dwóch generałów – Bronisława Bohaterewicza i Mieczysława Smorawińskiego oraz pułkownika Andrzeja Hałacińskiego. Przy innych ofiarach zbrodni katyńskiej, które pochodziły z obozu kozielskiego, odnaleziono wiersze tworzone w obozie przez Andrzeja Hałacińskiego, które im wręczał (w 1943 ich dokumentacją zajął się Jan Robel z Instytutu Medycyny Sądowej i Kryminalistyki w Krakowie).

## Życie prywatne

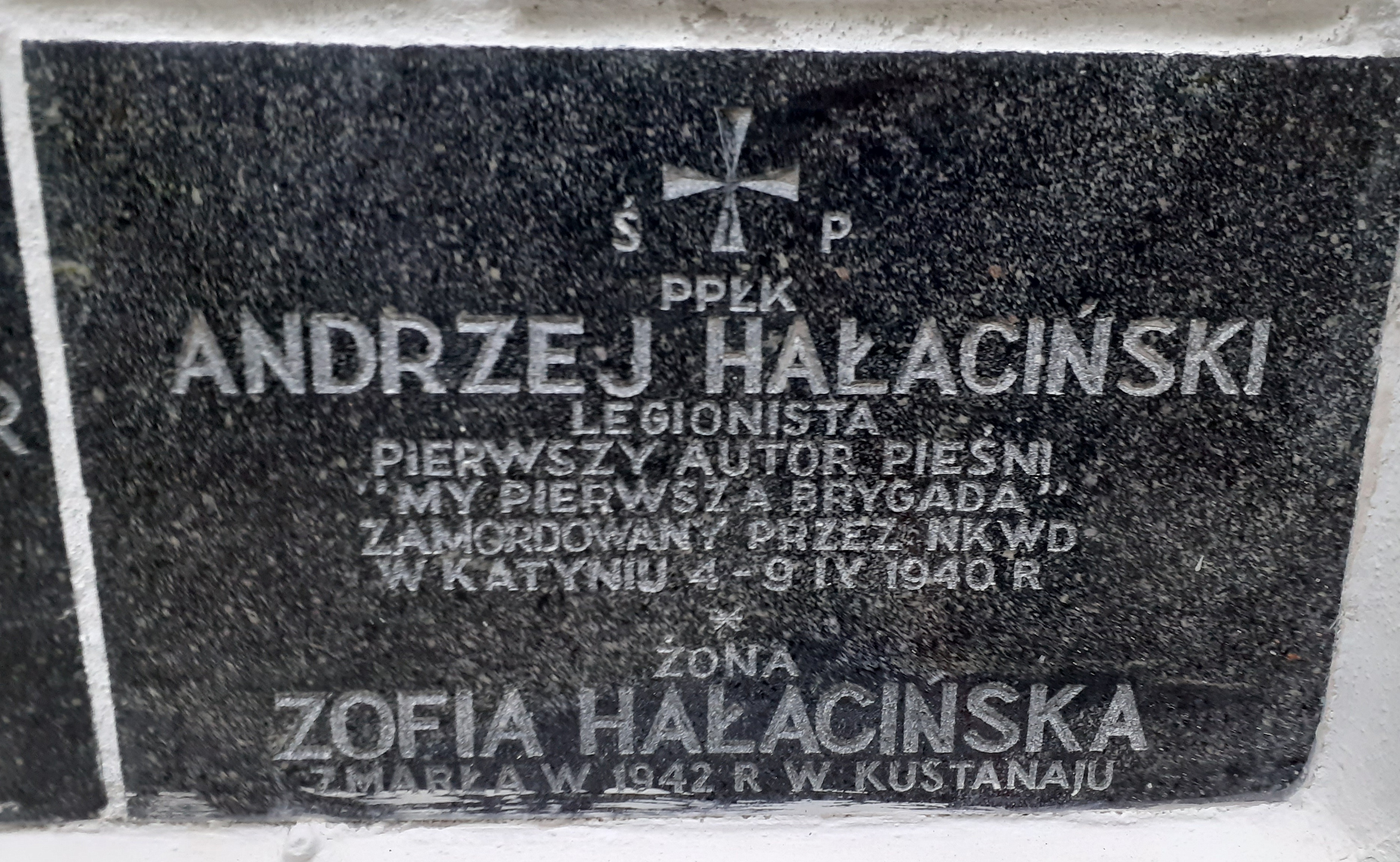
Tabliczka upamiętniająca na ścianie kościoła św. Karola Boromeusza w Warszawie

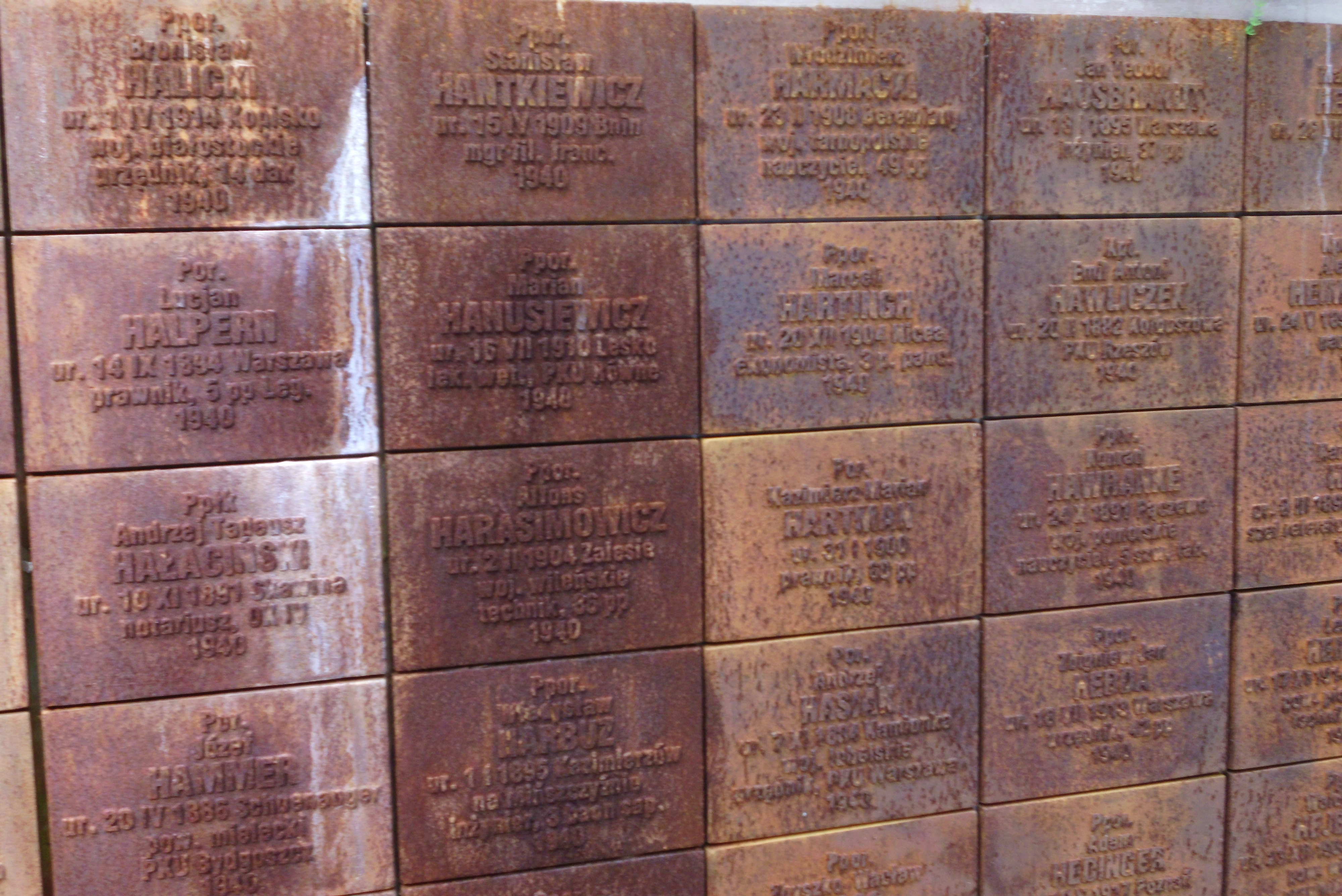
Tabliczki z nazwiskami oficerów na Polskim Cmentarzu Wojennym w Katyniu. W pierwszej kolumnie od lewej, druga od dołu upamiętniająca Andrzeja Hałacińskiego

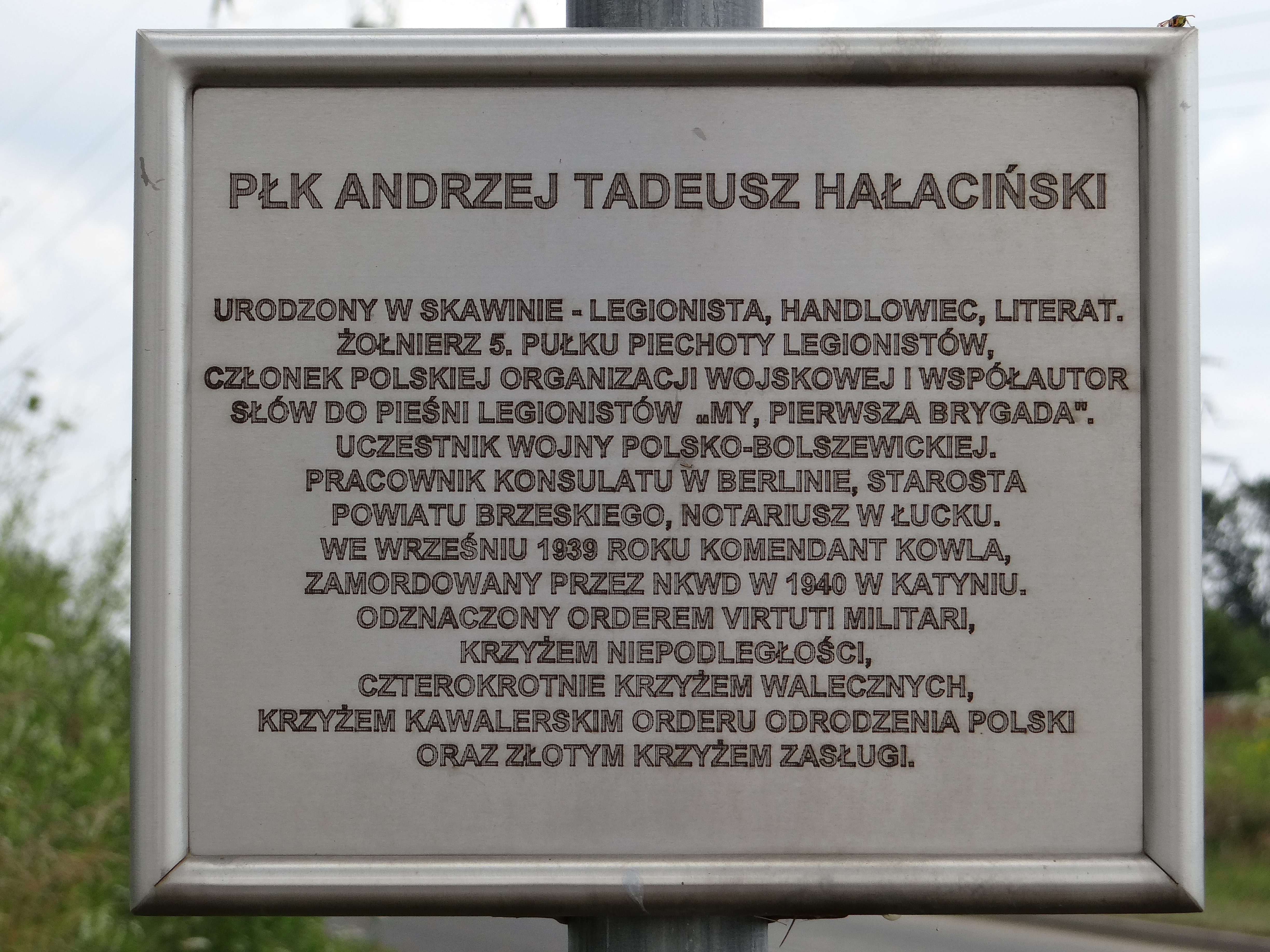
Tabliczka informacyjna przy ulicy płk. Andrzeja Hałacińskiego w Skawinie

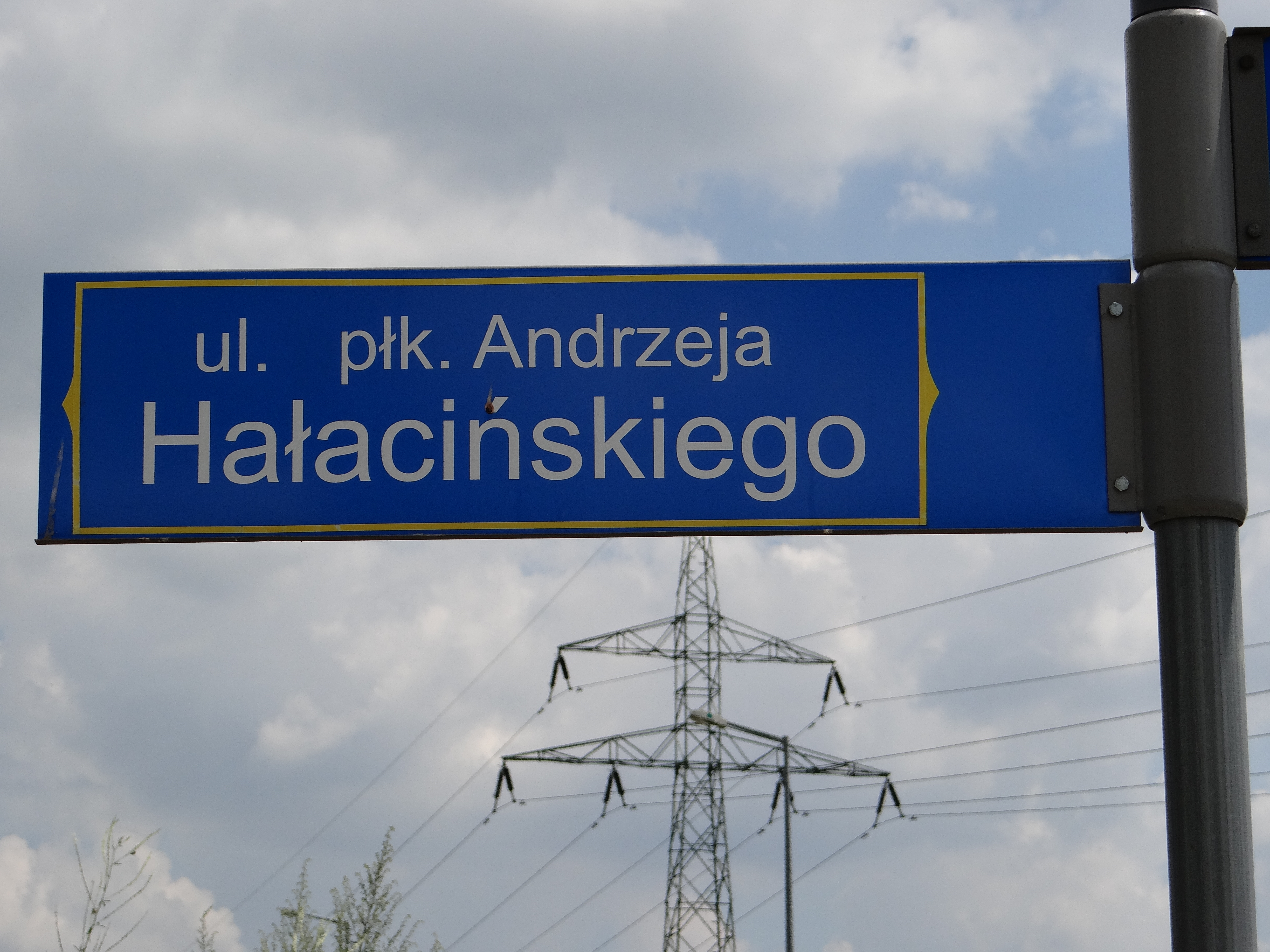
Tabliczka informacyjna przy ulicy płk. Andrzeja Hałacińskiego w Skawinie

Andrzej Hałaciński w 1919 zawarł związek małżeński z Zofią Stefanią Świerczewską, z którą miał troje dzieci: córkę Wandę (zmarła w dzieciństwie na szkarlatynę) i dwóch synów: Przemysława (ur. 1922) i Bogumiła (ur. 1934). W równoległym czasie kilku dni po zamordowaniu męża w Katyniu, Zofia Hałacińska i syn Bogumił 14 kwietnia 1940 zostali deportowani ze Stanisławowa w głąb ZSRR (starszy syn uciekł w czasie najścia NKWD na kamienicę przy ulicy Gołuchowskiego). Na zesłaniu w kazachskim Kustanaju w 1942 zmarła Zofia, a syn wrócił do Polski w 1945 i spotkał się wówczas ze starszym bratem Przemysławem, który przeżył okupację w Krakowie.

## Awanse
- podporucznik – 9 października 1914 przez Józefa Piłsudskiego
- chorąży – 28 kwietnia 1916
- podporucznik – 1 listopada 1916
- porucznik – listopad 1918, przyznany przez Edwarda Śmigłego-Rydza)
- kapitan – 1 lutego 1920
- major – 15 lipca 1920 zatwierdzony z dniem 1 kwietnia 1920
- podpułkownik – 23 stycznia 1929 ze starszeństwem z 1 stycznia 1929 i 24. lokatą w korpusie oficerów piechoty

## Ordery i odznaczenia
- Krzyż Srebrny Orderu Wojskowego Virtuti Militari nr 6571 (17 maja 1922)[27][28][29]
- Krzyż Niepodległości (22 grudnia 1931)[30]
- Krzyż Kawalerski Orderu Odrodzenia Polski (10 listopada 1928)[31]
- Krzyż Walecznych (czterokrotnie)
- Złoty Krzyż Zasługi

## Upamiętnienie
- 5 października 2007 minister obrony narodowej Aleksander Szczygło mianował go pośmiertnie do stopnia pułkownika[32]. Awans został ogłoszony 9 listopada 2007, w Warszawie, w trakcie uroczystości „Katyń Pamiętamy – Uczcijmy Pamięć Bohaterów”[33].
- Patronat ppłk. Andrzeja Hałacińskego przyjęła Jednostka Strzelecka nr 2059 Związku Strzeleckiego „Strzelec” w Brzesku[34].
- 14 kwietnia 2010, w ramach akcji „Katyń... pamiętamy” / „Katyń... Ocalić od zapomnienia”, przy Gimnazjum nr 1 im. gen. Władysława Andersa w Bielsku-Białej został zasadzony Dąb Pamięci honorujący Andrzeja Hałacińskiego[35].
- W październiku 2012 na rynku w Skawinie udostępniono tablice informacyjne poświęcone Andrzejowi Hałacińskiemu[36].
- W kwietniu 2013 zapoczątkowano w Brzesku coroczny bieg sportowy pod nazwą „Memoriał Katyński „O szablę oficerską” im. płk Andrzeja Hałacińskiego”[37][38][39].
- Na przełomie czerwca i lipca 2013 w rodzinnej Skawinie jedną z ulic nazwano imieniem pułkownika Andrzeja Hałacińskiego[40][41].